# Amanda Ilestedt
Amanda Ilestedt, född 17 januari 1993 i Sölvesborgs församling, Blekinge län, är en svensk fotbollsspelare. Från och med säsongen 2019/2020 till och med 2021 spelade hon för FC Bayern München, från och med hösten 2021 i Paris Saint-Germain och från och med hösten 2023 i Arsenal WFC. Sedan 2013 representerar hon också Sveriges damlandslag i fotboll.

## Klubbkarriär
Ilestedts moderklubb är Sölvesborgs GoIF. Hon spelade som ung även ishockey och handboll, men valde när hon var 12–13 år att enbart satsa på fotboll.
Hon debuterade för LdB FC i Damallsvenskan 2010, där det totalt blev 15 matcher under säsongen. Under säsongen 2011 fick Ilestedt spela åtta matcher och under säsongen 2012 blev det 18 matcher samt två gjorda mål.
I juli 2021 skrev hon kontrakt med Paris Saint-Germain FC fram till 30 juni 2023. I samband med att det tvååriga kontraktet löpte ut skrev hon på nytt kontrakt med engelska Arsenal WFC.

## Landslagskarriär
Amanda Ilestedt blev som 17-åring uttagen i Sveriges trupp till U20-VM. Hon var lagkapten för Sveriges lag i U19-EM 2012. Hon har spelat en match för Sveriges U23-landslag. Hon har spelat totalt 32 ungdomslandskamper och gjort två mål.
I maj 2019 blev Ilestedt uttagen i Sveriges trupp till Världsmästerskapet i fotboll 2019 där hon medverkade i tre av sju matcher när det svenska laget slutade på bronsplats. Ilestedt spelade fem matcher och gjorde två mål  i kvalspelet till fotbolls-EM 2022 där Sverige vann sin grupp. I kvalspelet inför Fotbolls-VM 2023 spelade hon samtliga sex matcher från start och gjorde två mål. I EM-slutspelet 2022, där Sverige åkte ut i semifinal, spelade Ilestedt landslagets fem matcher.
13 juni 2023 togs hon ut i truppen till fotbolls-VM 2023.

## Privatliv
Ilestedt kommer från en släkt med idrottstraditioner. Hon är släkt med ishockeyspelarna Sven Tumba, Oliver Ekman Larsson och Kenneth Ekman. Ishockeyspelaren Fabian Ilestedt är hennes yngre bror.
Hon är i ett förhållande med den tyske fotbollstränaren Rainer Müller (född 1986). Den 30 augusti 2024 föddes parets första barn, dottern Mila.